# 東海道金谷ノ不二
「東海道金谷ノ不二」（とうかいどうかなやのふじ）は、葛飾北斎の名所浮世絵揃物『冨嶽三十六景』全46図中の1図。落款は「前北斎為一筆」とある。

## 概要
本作品は東海道五十三次の宿場町のひとつ、金谷宿から見た大井川の景観を選定しており、大人数で川越を行う様子が細々と描かれている。大井川は江戸幕府の防衛拠点地域とされており、橋を架けることや渡し舟を使用することが禁止されていたため、川越制度によって人足の肩にまたがったり、彼らが担ぐ連台に乗って渡河する必要がある東海道の難所のひとつであった。通行の可否は天候や水量に左右され、脇通四尺五寸を超えると足止めが行われることから、「箱根八里は馬でも越すが、越すに越されぬ大井川」といった馬子唄が詠まれるほどであった。また、浮世絵の画題としても富士山の景勝地としても高い知名度を誇っており、絵師にとっては定番のひとつとも言える場所であった。
作品内には大井川を渡る旅人や人足を中心に百人を超える人物が描かれており、『冨嶽三十六景』のなかでも最も登場人物の多い作品である。大きくうねる大井川の向こう岸は駿河国になり、玄関口である島田宿の街並みと存在感のある富士山が雄大に描かれている。島田宿側に築かれている堤防の高さが異様を誇っているが、これほどの高さがあるといった記録は無く、北斎による造形上の創作であると考えられている。版元西村屋与八の宣伝が数多く含まれており、島田宿に掲げられた旗には「永」の字が刻まれ、連台や旅人の風呂敷には「寿」の字がつけられている。